# Argyractis productalis
Argyractis productalis là một loài bướm đêm trong họ Crambidae.